# السياحة البيئية في الأردن

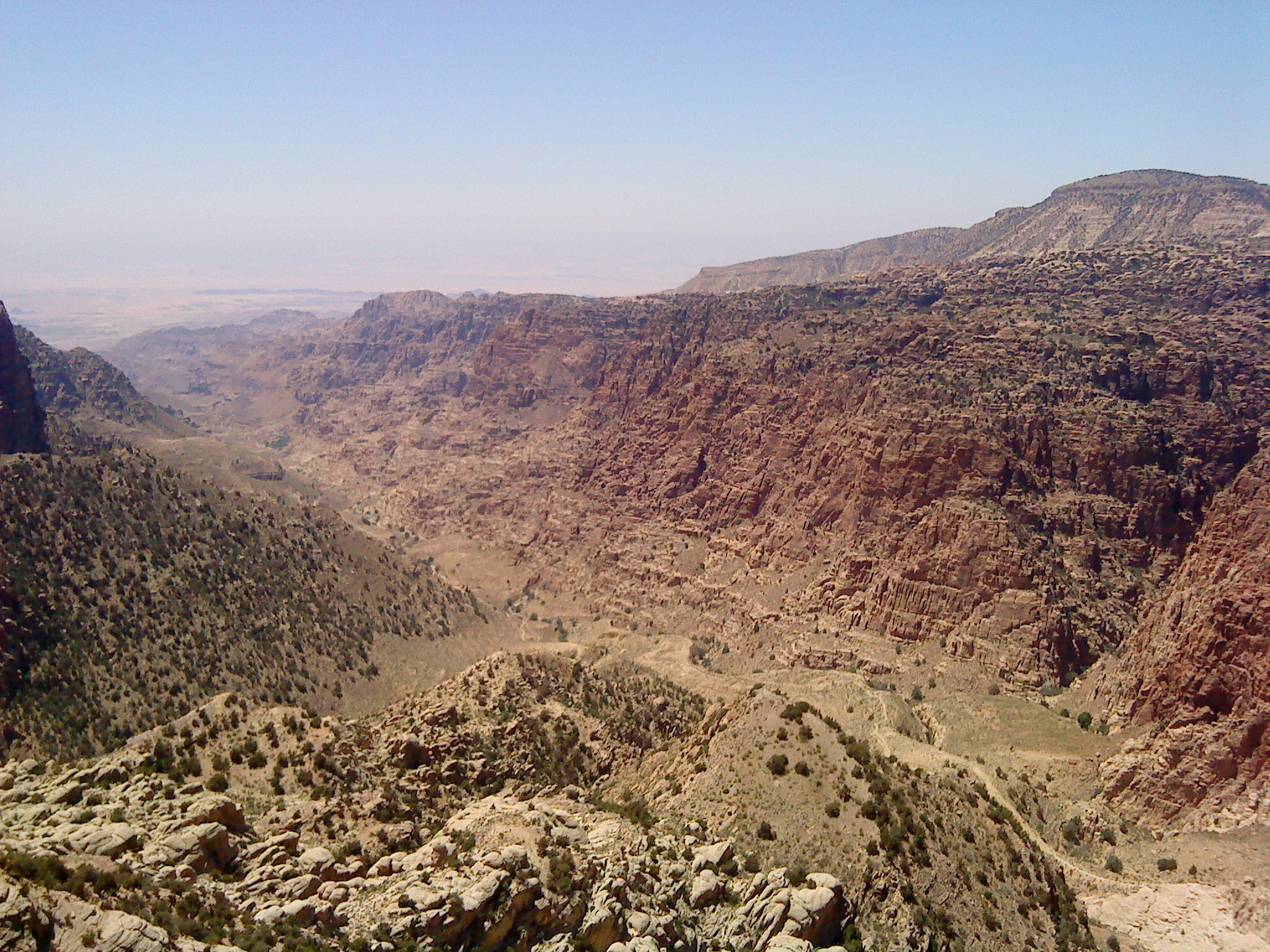
محمية ضانا للمحيط الحيوي

ازدادت السياحة البيئية في الأردن بشكل كبير بسبب الضغوط البيئية والطلب على الوظائف خارج المدن، خاصة منذ إنشاء المحيط البيئي  لضانا  عام 1993، وهو أول محمية للمحيط الحيوي البيئي.  
يعود تاريخ السياحة البيئية المبكرة في الأردن إلى جلالة الملك الراحل حسين، الذي كان وراء تأسيس الجمعية الملكية لحماية الطبيعة، التي تأسست عام 1966، والتي تحمي وتدير الموارد الطبيعية للأردن. وهي تشرف حالياً على عشرة مناطق محمية. كان الأردن أحد البلدان التي استجابت لإعلان السنة الدولية للسياحة البيئية في عام 2002. تم النظر في ممارسات السياحة البيئية عند تخطيط الوجهات السياحية لتحسين مساهمتها في التنمية الاقتصادية المحلية والوطنية. أصدر مجلس السياحة الأردني (JTB) كتيبًا عن السياحة البيئية في أبريل 2004 بالتعاون مع الجمعية الملكية لحماية الطبيعة والجمعية الملكية الإيكولوجية الملكية للغوص. يتضمن الكتيب جميع مواقع السياحة البيئية في الأردن مع وصف موجز لكل موقع للموقع، وما هو عليه، وما تم القيام به لتعزيز وتطوير الموقع.تشمل ستة محميات طبيعية محمية غابة عجلون ومحمية ضانا  ومحمية الموجب  الطبيعية ومحمية الزرقاء الطبيعية ومحمية شومري للحياة البرية ووادي رم والبحر الميت  وما وراء الأردن وخليج العقبة. كما يقدم الكتيب بعض الإرشادات الهامة والمفيدة للزوار. تتضمن الإرشادات ما يلي:
- احترام ثقافة وتقاليد المجتمع المحلي
- شراء المنتجات المحلية
- استخدام ممارسات الحفاظ على الطاقة
- اتباع إرشادات وقواعد الحجز
- استخدام ممارسات الحفاظ على المياه
- عدم استخدام موارد المياه الطبيعية لأنها قد لا تكون نظيفة
- عدم النزول في الظلام بشكل فردي.[2]

كما يشجع الكتيب السياح على الانضمام إلى RSCN ، مع تزويدهم بنموذج العضوية.
يمكن أن يصبح الشخص عضوًا عاديًا يتمتع بالعديد من الفوائد أو يمكنه «تبني» حيوان من خلال دفع رسوم توفر بعض المزايا مثل شهادة «أولياء الأمور» والدخول المجاني إلى المحمية لزيارة الحيوان المتبنى. يستخدم الأردن السياحة كأداة للحفظ،  من خلال تشجيع السياحة في جميع أنحاء البلاد، يساهم أصحاب الأعمال وأصحاب الفنادق في الحفاظ على المناظر الطبيعية في الأردن. وقد وفر برنامج السياحة البيئية فرص عمل وسوق للمنتجات المحلية، مما جلب الاستقرار الاقتصادي الذي تمس الحاجة إليه لبعض أفقر المجتمعات الريفية فيالأردن. بالإضافة إلى المنظمات غير الحكومية الصغيرة والمنظمات الأخرى، فإن الجمعية الملكية لحماية الطبيعة والوكالة الأمريكية  للتنمية الدولية مسؤولة إلى حد كبير عن الزيادة في السياحة البيئية في الأردن. في عام 2003، تم تأسيس فرع من RSCN ، وايلد الأردن، لإدارة التنمية الاقتصادية الاجتماعية وأنشطة السياحة البيئية في جميع المناطق المحمية من في عام 2000، بدأت الوكالة الأميركية للتنمية الدولية دعم تطوير صناعة السياحة البيئية الأردنية كوسيلة لخلق فرص عمل في المجتمعات الريفية. يبلغ عمر شراكة RSCN و USAID الآن 20 عامًا، ويعملان معًا لجعل السياحة البيئية ناجحة.
حققت السياحة البيئية إيرادات هائلة للبلد والمجتمعات الريفية في المحميات الطبيعية. لدى RSCN سياسة توظيف محلية بنسبة 100٪ في جميع مناطقها المحمية، مما أدى إلى دعم السياحة البيئية مباشرة لحوالي 160,000 عائلة في جميع أنحاء الأردن. وفقا للوكالة الأمريكية للتنمية الدولية، في مجتمع ضانا، تم إنشاء أكثر من 85 وظيفة مباشرة، مما ساعد حوالي 800 شخص. إن [[فينان]]  الصديقة للبيئة   ، فيوادي فينان، وحدها تنتج مباشرة 32 وظيفة للسكان المحليين، والعديد من الوظائف غير المباشرة.يشكل خلق الوظائف مصدر قلق في الأردن حيث أن معدل البطالة يقارب 12.3٪ و 15.3٪.من خلال مشاريع مدرة للدخل مع السياحة البيئية، كسبت المجتمعات التي تعيش حول المحميات الطبيعية 1.6 مليون دينار في عام 2012، أي ما يعادل 2.3 مليون دولار أمريكي تقريباً. كما أظهر التقرير السنوي لشركة RSCN أن عائدات السياحة البيئية ارتفعت بنسبة 10٪ في عام 2012 مقارنة بالعام السابق، حيث قفزت من 831.336 دينار إلى 916141 دينار.هناك إمكانات هائلة لهذه الصناعة، والتي يمكن أن تولد حوالي 50,000 وظيفة في عقد من خلال الحفاظ على البيئة. وهذا يعادل حوالي 1.3 مليار دينار، أي ما يعادل حوالي 2.1 مليار دولار أمريكي. ووفقاً للأمين العام لوزارة البيئة أحمد قطنة، فإن تكاليف التدمير البيئي تبلغ حوالي 1.25 مليار دولار أمريكي في العام، وخمسة في المائة من إجمالي الناتج المحلي للأردن، ونحو ضعف المساعدات التي وردت في عام 2009. يساعد الاقتصاد الأخضر على تعويض هذه التكلفة مع الحد من التدهور.
إنها مشاركة المجتمعات المحلية في هذه المحميات الطبيعية التي تجعل السياحة البيئية ناجحة. تساهم المجتمعات المحلية في السياحة البيئية من خلال قيادة الجولات والمشي لمسافات طويلة، والعمل في النزل والمطاعم، ونقل الناس والموارد، وغيرها من الوظائف المختلفة.  كما تستخدم اليد اليدوية أكثر من الآلات، مما يوفر تأثيرًا أقل على البيئة والمزيد من الوظائف.اعتمد أعضاء المجتمع في الأصل على الصيد والرعي للحصول على دخل. لكن  الآن، مع التنوع الكبير في الوظائف، هناك عدد أقل من الصيد ومستوى معيشة أفضل. كان الرعي  مستدامًا في يوم من الأيام، ولكن مع النمو السكاني، أصبح  هناك ضغط كبير على النباتات والمراعي المتنوعة. كان الصيد ينقص التنوع البيولوجي ويعرض الحيوانات للخطر.  الآن، يتم استخدام هذه الحيوانات باعتبارها جاذبية سياحية بدلا من الطعام. لا تزال المجتمعات ترعى قطعانها، لكنها تحتفظ بدرجة أقل من ذلك بكثير وتحترم عدم وجود مناطق للرعي. علاوة على ذلك، تساعد السياحة البيئية أيضًا في إنعاش المجتمعات. وبمساعدة الوكالة الأميركية للتنمية الدولية، تعيد مدينة دانا، بالقرب من   محمية ضانا   للمحيط الحيوي، بناء خمسة وخمسين منزلاً تاريخياً. الهدف من المشروع هو إعادة أفراد المجتمع الذين غادروا المدينة الفقيرة بحثاً عن عمل. من خلال السياحة البيئية، يتم تقليل الفقر، وحماية البيئة، واستعادة  التراث. ومع ذلك، على الرغم من الفوائد الاقتصادية، فإن السياحة البيئية لا تخلو من الجدل. مشاريع السياحة البيئية، لا سيما في البداية، ليست دائما واعية بيئيا قدر الإمكان. على سبيل المثال، في محمية وادي رم الطبيعية، كان الارتفاع المفاجئ في السياحة مصحوبًا بزيادة الطرق والخطوط الكهربائية والفنادق والقمامة. على الرغم من أن التطوير ساعد على تحسين قرية  وادي رم  البدوية بجعلهم أكثر موثوقية من الماء والكهرباء، فإن القرارات المتعلقة بمصير  وادي رم غالبا ما تتجاهل الآراء المحلية. على سبيل المثال، تم إنشاء خطط لتحريك القرية بعيدًا وجعل القرية الموجودة في موقع سياحي دون استشارة مجتمع رم. على الرغم من الجهود، لا تزال هناك مشاكل بيئية داخل الاحتياطيات. تشتمل التهديدات على قطع الأخشاب، والرعي الجائر، والصيد، ولكن هذه التهديدات قد انخفضت بشكل كبير في العقود الماضية.